# Алтепетл
Алтепетл (нaвт. āltepētl), основни облик територијалне организације међу Астецима (Мешицима) у претколумбовском Мексику. Обично се преводи као град-држава или феудални посед.

## Етимологија и значење
Изворно, реч алтепетл је на језику наватл означавала насеље. Настала је од речи атл (вода) и тепетл (брдо, узвишење), пошто су се села оснивала на месту где има воде и обично на узвишицама. Термин алтепетл обично се преводи као феудални посед. Поједини модерни историчари упоређивали су алтепетл са градом-државом, иако би он боље био дефинисан као кнежевина на основу тога што поседује јасан врх, владајуђу династију, државну управу и одређену територију. Шпанци су га називали индијанским селом, иако треба нагласити да овај термин подразумева малу државу или политичко удружење и његову територију, а не насеље у модерном смислу речи.

## Друштвено уређење
У касном посткласичном периоду (1168-1521) у Мезоамерици је било на стотине малих краљевстава (вероватно око 1.500)ː нека од њих била су потпуно независна, нека потчињена другим, а нека су била центри моћних империја, као Теночтитлан, престоница Астека. Свако краљевство било које величине функционисало је као територијална јединица, представљало је скуп храмова и тргова, имало је насељени део и области за производњу, као и државну администрацију, судове и порезнике. Име које су Нахуи давали свакој од тих политичко-територијалних јединица било је алтепетл. Теночтитлан је био алтепетл, а то су били и Табаско, Тласкала, Семпоала и многа мања места. У већини случајева главна насеобина једног алтепетла био је град, али је такође било и мање урбанизованих поседа, који су се састојали само из обредног центра и резиденције владара и његове породице и околних сеоских заједница.
На челу скоро свих тих поседа налазио се наследни владар или господар, који се на језику наватл називао тлахтоани (наватлː онај који говори). Шпанци су ову реч превели користећи таино реч кацик. Владари су убирали порезе (у раду и производима) и примали различите услуге у зависности од обичаја и праксе сваког појединачног места, и уживали су повластице. У неким областима имали су и поданике везане за земљу, такозване мајеке ( наватлː они који имају руке), које су Шпанци окарактерисали као кметове.
Постојали су прости поседи, од само једног насеља, релативно затворени и слабо раслојени, а било је и великих, космополитских, са бројним насеобинама и сложеном дружтвеном хијерархијом, од племића до робова.

### Регионалне разлике
Појам алтепетл постојао је и у другим језицима, али су други народи изван подручја Нахуа посед коме су припадали најчешће називали једноставнијим изразом за насеље или местоː њуу на мистечком, каај на јукатечком мајанском, ирета на тарашком. Друштвено уређење код свих народа Мезоамерике у касном посткласичном периоду било је у основи слично, иако су Нахуи били више урбанизовани, Отоми више расути, Пурепећи са мање друштвених слојева, а Маје наклоњенији родовском неко политичком друштвеном уређењу.